# Ceratina schwarzi
Ceratina schwarzi är en biart som beskrevs av Kocourek 1998. Ceratina schwarzi ingår i släktet märgbin, och familjen långtungebin. Inga underarter finns listade i Catalogue of Life.